# Club Obras Sanitarias (San Juan)
O Club Obras Sanitarias (San Juan),  é um clube argentino de voleibol masculino da cidade de  San Juan (Argentina) que atualmente disputa a Liga A1 Argentina.

## Histórico
O Club Obras Sanitarias de San Juan foi fundado em 25 de novembro de 1937, e no início tiveram atletas talentosos e de renome na natação, polo aquático, rugby e voleibol, destinado a prática desportiva e lazer para as famílias.O departamento de voleibol unido ao de mais quatro clubes participaram na fundação da Federação Sanjuanina de Voleibol em 6 de novembro de 1968.
A partir da conquista do título da Copa Argentina de Clubes Campeões de 1982 o voleibol quando venceu o clube homônimo da capital em pleno Aldo Cantoni, por 3-2, tendo no elenco Leonardo Wiernes, A. Méndez, C. Quiroga, D. Quiroga, A. Demartini, O. Romero, no banco de reservas estavam : Porcel, Sarmiento, Recabarren, Gallardo, Fernández, Yáñez , sob o comando do técnico A. Lombardero, qualificando-se para disputar o Campeonato Sul-Americano de Clubes de 1983, quando foi sediado em San Juan, terminando com a medalha de bronze atrás somente dos times brasileiros: ADC Pirelli e ADC Atlântica, repetindo o mesmo posto nas edições realizadas em Assunção e Lima, respectivamente nos anos de 1985 e 1988.
O clube organizou torneios internacionais como o "Torneio Ciudad de San Juan" em 1993, quando conquistou o título, também sediou a edição do Campeonato Sul-Americano de Clubes Campeões de 1995 em San Juan, edição não chancelada pela CSV, terminando com vice-campeonato após derrota para o time brasileiro União Suzano.
Em seu histórico na Liga Argentina possui maior número de participações em face das mudanças de organização da competição, de forma ininterrupta de 1991 a 2009, conquistando o vice-campeonato na temporada de 1986-87, obtendo o título da temporada de 1994-95, depois com a organização da ACLAV obteve o terceiro lugar na jornada de 2000-01, e foi campeão do Torneio Súper 4 nesta mesma temporada.
Após o rebaixamento na temporada 2008-09. disputou a segunda divisão até ao período de 2012-13 quando terminou com o vice-campeonato e promoveu a elite nacional na edição de 2013-14, após mudanças a nível institucional priorizou a manter-se na elite, sendo semifinalista na edição de 2015-16 e na Copa ACLAV quando o central brasileiro Jonadabe Carneiro dos Santos integrava o elenco, além do terceiro lugar no Pré Sul-Americano de Clubes de 2015.
Na temporada de 2016-17 obteve o terceiro lugar na Copa ACLAV,, conquistando os títulos da Copa Desafio realizada em San Juan. e Copa Argentina.Nas competições de 2017-18 foi semifinalista na Copa Máster, vice-campeão da Copa Desafio em Santa Fe e campeão da Copa Argentina.A edição da Liga de Voleibol Argentino de 2018-19 será a décima nona participação das vinte tres já realizadas e conquistou o título da Copa ACLAV realizada em Morón e obteve a medalha de bronze na edição do Campeonato Sul-Americano de Clubes de 2019 em Belo Horizonte.

## Títulos conquistados
Campeonato Sul-Americano de Clubes:
- Terceiro posto:1983[3],1985[3],1988[3] e 2019

 Campeonato Sul-Americano de Clubes Campeões:
- Vice-campeão:1995[4]

 1 Torneio Argentino Pré Sul-Americano
- Terceiro posto:2015

 1 Campeonato Argentino A1
- Campeão:1994-95[1]
- Vice-campeão:1986-87[1] e 2018-19
- Terceiro posto:2000-01[1]
- Quarto posto:1997-98 e 2015-16[1]

 1 Copa Argentina de Clubes Campeões
- Campeão:1982[1]

 0 Campeonato Argentino A2
- Vice-campeão:2012-13[1]

 Copa Máster

 1 Copa ACLAV
- Campeão:2018-19[11]
- Terceiro posto:2016-17[6]
- Quarto posto:2015-16[5]

 Copa Argentina
- Campeão:2016-17[8] e 2017-18[10]

 Copa Desafio
- Campeão:2016-17[7]
- Vice-campeão:2017-18[9]

 Torneio Super 4
- Vice-campeão:2000-01

 Torneio Super 8